# Stop Whispering
"Stop Whispering" é uma canção da banda britânica de rock alternativo Radiohead, lançada como o quarto single do grupo em 1993. É a quarta faixa de seu álbum de estreia, Pablo Honey, do mesmo ano. Chegou ao número 23 na parada US Modern Rock Tracks em outubro de 1993.
"Stop Whispering" foi lançada logo após "Creep" na Austrália em 7 de fevereiro de 1994. Ficou na posição 131 na parada de singles australiana.

## Posição nas paradas musicais
| Parada (1993)                                 | Melhor posição |
| --------------------------------------------- | -------------- |
| Estados Unidos (Billboard Modern Rock Tracks) | 23             |
| Parada (1994)                                 | Melhor posição |
| Austrália (ARIA)                              | 131            |

## Outras versões
- A banda estadunidense Jimmy Eat World regravou esta canção para o EP Damage, de 2013.[6]